# Превед!

Изображение, с которого началось распространение «Преведа». Переделка картины Джона Лури

«Преве́д!» — приветствие, эрратив русского слова «привет». Слово близко к жаргону падонков, однако не относится к нему непосредственно. Вместе с медведом представляет собой ключевой компонент одного из первых мемов Рунета, получивших широкое распространение, в том числе и за пределами интернета.
Мем широко распространился в феврале 2006 года по блогам и форумам и вызвал волну публикаций в СМИ. Происхождение мема связано с акварельным рисунком американского художника-примитивиста Джона Лури. По сюжету медведь застаёт на поляне совокупляющуюся парочку и говорит ей: «Surprise!», поднимая лапы вверх с желанием напугать. В русской версии картинки слово «surprise» было заменено на «Превед!» — эрративную форму русского дружеского приветствия, в связи с чем и жест воздетых к небу лап обрёл совершенно иное значение.
Затем мем также нашёл отклик в оффлайне и встречался не только в развлекательных роликах, коллажах и играх, но даже в СМИ, таких как Lenta.ru, и рекламной продукции крупных брендов, таких как ВТБ 24.

## Предыстория
В 1976 году, за 30 лет до широкого распространения «преведа», это слово употребил писатель Евгений Попов в рассказе «Живой живущий человек» («Превед, товарищ!»). Это особо отмечено примечанием в новом издании рассказов Попова.
В 2002—2003 годах в блогосфере были отмечены употребления форм «Превет» и «Превед» («Превед, как принято говорить в современном мире»), последняя форма эрратива примечательна с лингвистической точки зрения тем, что в слове сделаны обе орфографические ошибки, не влияющие на его произношение, это написание противоположно фонетическому письму.

## Происхождение

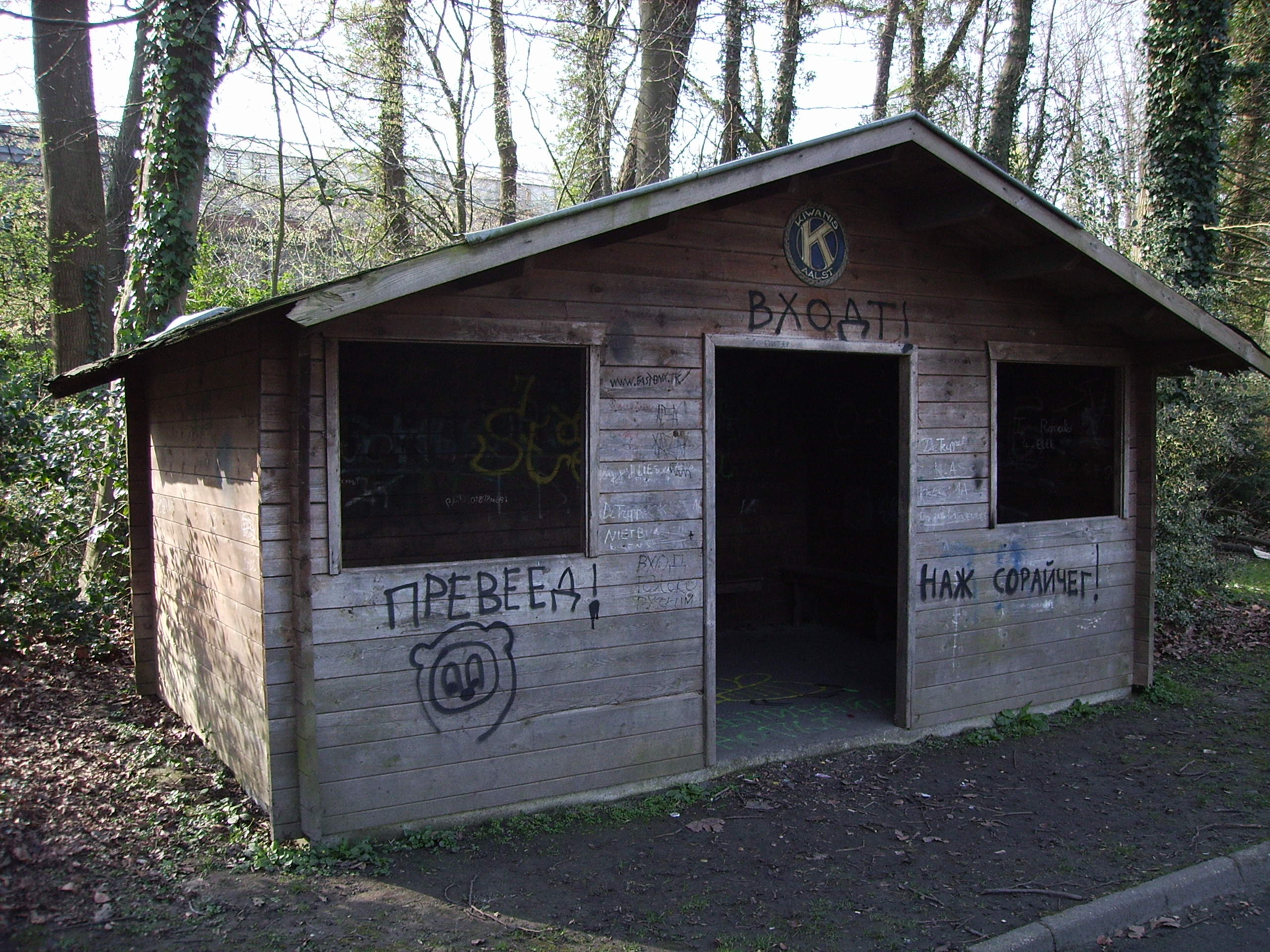
За год существования «превед» распространился по всему миру. Парк города Аалст, Бельгия

Широкое распространение слово «Превед» получило в результате появления в коллективном блоге Dirty.ru (в разделе «Лепрозорий») русской редакции картины «Bear Surprise» Джона Лури (John Lurie), 3 февраля 2006 года. Редакцию провёл пользователь сайта Lobzz (Роман Яценко). На картине изображён антропоморфный медведь, заставший туристов за занятием сексом на природе; задрав передние лапы вверх, медведь произносит: «Превед!» (в оригинале: «Surprise!»).
Вслед за этой публикацией Лепрозорий, по техническим причинам, некоторое время не работает, и рисунок распространяется через другие ресурсы интернета, такие как «Живой журнал». 15 февраля там возникает сообщество ru_preved. В самом dirty.ru Йован Савович объявляет использование слова «Превед» нарушением, наказываемым двухнедельной блокировкой (в то время как «подонковский сленг» — лишь недельной).
Сайт preved.ru становится объектом киберсквоттинга.
Картина и фраза породили в Рунете всплеск креативной активности, породившей новые эрративные штампы (в том числе вторичные эрративы) и стили искажения. Среди основных новых штампов можно назвать «Медвед», «Кросавчег», «Кагдила?», «Учаснег». Медведя, изображённого на картине, называют «Медвед».
В зарубежной части Интернета подобный взрыв креативности был зафиксирован в 2003 году вокруг специфического изображения совы и реплики «O RLY?» (эрратив от англ. oh, really? — «правда, что ли?»).
С точки зрения исследователей современного Интернета подобные явления определяются как интернет-мемы.
Начиная с 2009 года, слово «Превед» и другие связанные с ним слова стали выходить из моды.

## Медвед
Антропоморфный прямоходящий медведь с картины Лури стал самостоятельным персонажем-мемом Рунета, имеющим собственное имя Медве́д. Жест воздетых к небу лап, с которыми он изображён на картине, обрёл совершенно иное значение. Он стал использоваться как жест приветствия при общении пользователей Интернета, а порой даже в реальности.
Так, в форумах, блогах, чатах и иных интерактивных средствах общения распространение приобретает смайлик в виде латинской буквы «Y», изображающей характерный жест медведа, а также «Гг ^Y», обозначающий одновременно медведа и пару любовников. Другой вариант смайлика: «j>n* Y».
Форма слова «медвед» достаточно необычна: для современного русского эрратива несвойственно отвердение конечного согласного, которое на письме выражается в отсутствии мягкого знака.  Отвердение конечного согласного искажает фонетический облик русского слова, поэтому наиболее распространённой является гипотеза о том, что существительное «медвед» потеряло мягкий знак, чтобы рифмоваться со словом «превед».

## «Медведовский сленг»
К типовым изменениям, вносимым в речь для придания «медведовского» звучания, относятся:
- «И» в безударном положении превращается в «Е», и происходит озвончение согласной на конце: прИвеТ — прЕвеД.
- «А» в безударном положении превращается в «О», и суффикс «ЧИК» в суффикс «ЧЕГ»: крАсавЧИК — крОсавЧЕГ.
- Глухие согласные в конце слова и перед другими глухими согласными в середине слова превращаются в звонкие: пуШкин — пуЖкЕн, участниК — учаснеГ.

## Культурный резонанс

Леонид Парфёнов на рекламном плакате журнала «Русский Newsweek»

Явление вышло далеко за пределы русскоязычных блогов и форумов (интернет-культуры) и попало в так называемую «офлайновую среду» или «реальную жизнь» — так пользователи Интернета часто называют обычное социокультурное окружение человека. Ряд известных СМИ опубликовал статьи о «преведе», падонках и интернет-сленге.[значимость факта?]
Слово «Превед» появилось на обложке книги Сергея Минаева «Духless. Повесть о ненастоящем человеке», фигурировало в фильме «Хоттабыч» (эпизод в чате), в мультсериале UmaNetto (про Катю Очкареву), его можно заметить в одном из эпизодов мультсериала «Смешарики», было использовано в переводе романа Салмана Рушди «Сатанинские стихи» для передачи жаргонных выражений кокни.[значимость факта?]
Московская фотохудожница Ирина Никишина в 2008 году сделала фильм «Боровск, превед!». Фильм представляет собой смонтированные под музыку черно-белые фотографии Боровска, на которых в самых неожиданных местах появляется изображение Медведа. Фильм «Боровск, превед!» получил приз на Нижегородском Фотобиеннале 2008 года.
[значимость факта?]

Медвед в видеоряде на концерте группы «ДДТ»

Образ медведа был использован в видеоряде на концертах группы «ДДТ» в Москве и Санкт-Петербурге 24 и 26 сентября 2008 года соответственно.[значимость факта?]
Этот мем попал в центр внимания американцев, поскольку еще одно упоминание этого популярного термина было использовано в карикатуре Стива Джобса, выкрикивающего эту фразу на изображении, которое использовалось в середине-конце 2000-х годов в качестве пользовательского логотипа восстановления для таких устройств, как iPhone 2G, iPod Touch и iPhone 3GS, который был эксклюзивным для ранних инструментов джейлбрейка, таких как PwnageTool. Это изображение распространилось по всем социальным сетям в таких местах, как Reddit и других небольших форумах разработчиков.

## «Медвед» и политика
МЕДВЕД является сокращением названия «Межрегиональное Движение Единство» — проправительственного движения, сформировавшего фракцию в Государственной Думе 3 созыва 1999—2002 гг., задолго до появления интернет-мема. На логотипе движения был изображён бурый медведь.
В 2002 г. на основе МЕДВЕДа была создана партия «Единая Россия», на логотип которой перешёл медведь «Единства», позднее сменив цвет с бурого на белый.
Всё это, наравне с получившим известность интернет-мемом, повлияло на то, что слово «медвед» часто связывается с именем Дмитрия Медведева, Президента России с 2008 по 2012 год.
В ходе интернет-конференции президента РФ Путина 6 июля 2006 года, в рамках которой все желающие пользователи Рунета задавали ему вопросы через портал Яндекс, наибольшее количество голосов (28 424) набрал вопрос «ПРЕВЕД, Владимир Владимирович! Как вы относитесь к МЕДВЕДУ?». Этот факт стал важным этапом в обретении «превед-медведом» известности и популярности даже среди тех, кто редко пользуется Интернетом. Хотя в итоге вопрос и не был задан Путину в исходном варианте (организаторы посчитали этот и ряд других вопросов флешмобом), однако прозвучал вопрос «как Вы относитесь к журналу „Медведь“». При этом некоторые представители иностранной прессы поняли этот вопрос буквально (в частности, агентство Ассошиэйтед Пресс посчитало, что речь идёт о первом вице-премьере правительства России Дмитрии Медведеве).
В городе Новороссийске Медвед использовался как один из элементов чёрного политического пиара во время избирательной кампании в Государственную Думу России 2 декабря 2007 года.